# Маго
Ма́го — посёлок (в 1949—2011 — посёлок городского типа) в Николаевском районе Хабаровского края России. Административный центр Магинского сельского поселения.

## География
Посёлок Маго расположен в восточной части края, в 30 км к западу от административного центра района (Николаевска-на-Амуре), на левом берегу реки Амур. Расстояние до ближайшей железнодорожной станции — 450 км.

## История
Основан русскими поселенцами в 1857 году на месте национальных стойбищ (по другим сведениям — в 1885 году).
В начале лета 1920 г. посёлок стал прибежищем эвакуированного русского и китайского населения Николаевска-на-Амуре, уничтоженного частями Николаевского фронта под командованием Я. И. Тряпицына.
По договорённости, достигнутой 23.05.1920, китайский консул Чжан Вэньхуан осуществил эвакуацию китайского населения из города в посёлок Маго. Находившиеся в тот период в Николаевске-на-Амуре китайские канонерки обеспечивали эвакуацию и охрану «международного поселения» в Маго. Кроме того, китайские военные моряки вывезли в Маго 7 английских горных инженеров с приисков в районе озера Чля и английского горного инженера Дайера, находившегося с мая 1920 г. под защитой китайского консульства.
В соответствии с договорённостями между китайским консулом и командованием Николаевского фронта ДВР, народоармейцы не имели доступа в «международное поселение». «Международное поселение» прекратило своё существование с прибытием в начале июня 1920 г. японских экспедиционных сил на место сожжённого города, в результате чего была произведена эвакуация основной части русских беженцев по морю во Владивосток.
В 1949 году село Маго было преобразовано в рабочий посёлок. В 2011 году стал сельским населённым пунктом.

## Население
| 1869  | 1911  | 1926  | 1959  | 1970  | 1979  | 1989  |
| ----- | ----- | ----- | ----- | ----- | ----- | ----- |
| 10    | ↗93   | ↗260  | ↗5322 | ↘4651 | ↘4369 | ↘3876 |
| 1992  | 2000  | 2002  | 2009  | 2010  | 2011  | 2012  |
| ↘3700 | ↘3000 | ↘2273 | ↘1928 | ↘1480 | ↘1461 | ↘1385 |
| 2021  |       |       |       |       |       |       |
| ↘854  |       |       |       |       |       |       |

## Кварталы
Посёлок состоит из семи основных частей, расположенных на расстоянии 1—1,5 километра друг от друга: Горный(Ситцево), Маго, Маго-порт (островная часть), Маго-рейд, Богатырево, Овсяное поле, Гырман.

## Экономика
Речной рыбный порт, переработка рыбы, лесозаготовка.